# Die Geburt
Die Geburt, WAB 69, ist ein weltliches Chorwerk, das Anton Bruckner 1851 während seines Aufenthalts im Stift St. Florian komponierte.

## Geschichte
Bruckner komponierte dieses Werk nach einem Text eines unbekannten Autors 1851 während seines Aufenthalts im Stift St. Florian. Am 19. März 1852 widmete er das Lied seinem Freund Josef Seiberl zur Feier dessen Namenstages. Ob es damals aufgeführt wurde, ist nicht bekannt.
Das Originalmanuskript befindet sich im Archiv von Wels. Das Werk, das erstmals in Band II/2, S. 147–150, der Göllerich/Auer-Biografie publiziert ist, erscheint in Band XXIII/2, Nr. 8 der Gesamtausgabe.

## Text
Die Geburt verwendet einen Text eines unbekannten Autors.
Es landet ein Fremdling im Hafen der Welt,

Hat Mangel an allem, an Nahrung und Geld.

O Fremdling, o setze den Fuß auf das Land,

Wir reichen dir alle so freundlich die Hand.

Herein, herein, herein,

Sollst lieber Verwandter uns sein.

Und hast du das deine dann redlich getan,

So kannst du dem Vater im Himmel dich nah’n,

Dann preisen dich Menschen und freuen sich dein

Und wiegen im schlummernden Grabe dich ein.

Zur Ruh’, zur Ruh’, zur Ruh,

So gehörst du der Heimat dann zu.

## Musik
Das 25 Takte lange Werk in Des-Dur ist für Männerchor. Die feurigen ersten 12 Takte, in Perioden von 4 Takten, müssen dreimal wiederholt werden – vermutlich war das Werk mit vier Couplets vorgesehen, von denen nur eines abgerufen wurde. Ab Takt 13, Und hast du das deine dann redlich getan, entwickelt sich das Schubert-artige Lied langsamer bis zum Ende.

## Diskografie
Von Die Geburt gibt es noch keine kommerzielle Aufnahme.